# Otto von Porat
Otto Wessel von Porat eller bara Otto von Porat, född 29 november 1903 i Pjätteryds församling, död 14 oktober 1982 i Bærum i Norge, är den ende norrman som vunnit OS-guld i boxning. 
I en ålder av 20 år blev han olympisk mästare i tungvikt (över 79,4 kg) vid OS år 1924. I finalen besegrade han dansken Søren Petersen. Femton boxare från 11 nationer ställde upp i den tyngsta viktklassen i turneringen som ägde rum under perioden 16 till 20 juli 1924. 
Han blev även norsk mästare i samma klass  1924 och 1926. 1926 inledde han en proffskarriär i USA. Porat slutade som proffsboxare 1934.
Porat var kusin till den norske filosofen, författaren och bergsklättraren Peter Wessel Zapffe. Han var också släkt (i sjunde ledet) med Dietrich von Porat, fäktmästare vid svenska hovet på 1600-talet.

## OS-medaljer
- 1924 Paris -  Guld boxning, tungvikt